# T12enkettő
A T12enkettő Presser Gábor negyedik szólólemeze.

## A lemez

### A cím (T12enkettő)
A lemez címében az érdekesség, hogy a tizenkettes szám nevében két egymást követő betű, az i és a z formája, pont a számot alkotó 1-es és 2-es számjegyekére hasonlít. Így lehetett a lemez címe viccesen: T12enkettő

## Közreműködők
- Presser Gábor – Hammond-orgona, zongora, melodika, basszus, dob, xilofon, szájharmonika, billentyűs hangszerek, vibrafon, clavinet, basszusmarimba, harmonika, vonós billentyűsök, kézihárfa, kórus, marimba, harmonium
- Szabó Tamás – szájharmonika
- Vékony Ildikó – cimbalom
- Sipeki Zoltán – gitárok
- Fodo – ütőhangszerek
- Bob Mintzer – tenorszaxofon
- Horváth Kornél – ütőhangszerek
- Borlai Gergő – dob, cintányér
- Juhász Gábor – akusztikus gitár
- Pejtsik Péter – cselló
- Lantos Zoltán – hegedű
- Dumbo Quinte – ütőhangszerek
- Lukács Peta – gitár
- Nyíri Sándor – groove
- Holló Aurél – dob
- Ben Marotte – ütőhangszerek, gitár
- Kozma Orsi – ének
- Fekete Linda – ének
- Lázár Zsigmond – hegedű
- Don Alias – ütőhangszerek
- Kovács Péter Kovax – kórus

## Dalok
Az összes dal Presser Gábor szerzeménye, a dalszövegeket Sztevanovity Dusán és Presser Gábor írta.
1. Ugye ott leszel (Presser Gábor)
2. A híd (Presser Gábor – Sztevanovity Dusán)
3. Ismerem őt (Presser Gábor – Sztevanovity Dusán)
4. Két ördög (Presser Gábor)
5. Francia dal (Presser Gábor – Sztevanovity Dusán)
6. A máshol élők városa (Presser Gábor – Sztevanovity Dusán)
7. Csak a szerelem (Presser Gábor – Sztevanovity Dusán)
8. Őt (Presser Gábor)
9. Csak egy másik bolond (Presser Gábor)
10. Hozzám hajolsz (Presser Gábor – Sztevanovity Dusán)
11. Cím nélkül (Presser Gábor – Sztevanovity Dusán)
12. Apró a zsebben (Presser Gábor)

Teljes játékidő: 52:14